# Emil du Bois-Reymond
Emil Heinrich du Bois-Reymond (n. 7 noiembrie 1818 - d. 26 decembrie 1896) a fost medic și fiziolog german, descoperitorul potențialului de acțiune al neuronului și întemeietorul electrofiziologiei experimentale.